# Amegilla kershawi
Amegilla kershawi är en biart som först beskrevs av Rayment 1944.  Amegilla kershawi ingår i släktet Amegilla och familjen långtungebin. Inga underarter finns listade i Catalogue of Life.